# Jameela Jamil
Jameela Alia-Burton Jamil (Londen, 25 februari 1986) is een Britse actrice, radiopresentator en activist.

## Biografie
Jameela Jamil werd in Londen geboren als de dochter van een Indiase vader en een Pakistaanse moeder. In haar tienerjaren leed ze aan anorexia nervosa. Op haar zeventiende had ze een auto-ongeluk waarbij ze diverse botten had gebroken en tevens was haar ruggengraat beschadigd. Door middel van een steroïdenbehandeling en psychotherapie wist ze te herstellen. Jamil werkte vervolgens enkele jaren in de modellenwereld, zowel als model als scout.
In 2009 maakte ze haar debuut als televisiepresentator bij de ontbijtshow Freshly Squeezed. In 2012 presenteerde ze ook de Britse versie van de Herken de Homo, maar aan het einde van dat jaar werd ze de radio-presentator van The Official Chart. Hiermee werd ze de allereerste vrouwelijke presentator van dit langlopende radioprogramma. In  2016 vertrok ze naar Los Angeles waar ze na een tip besloot om te auditeren voor een rol in The Good Place en de rol werd haar ook gegeven.
Jamil is ook actief activist. Ze is een "lichaamspositivist" en ze valt met enige regelmaat celebrity's als Kim Kardashian en Cardi B aan vanwege foute sponsoring van producten. Ook heeft ze zich uitgelaten over het misplaatste Instagram-schoonheidsideaal. Vanwege het opzetten van haar initiatief "I weigh" werd ze in 2018 opgenomen in BBC's 100 Women van dat jaar.

## Filmografie
- The Good Place (2016-2020)
- How to Build a Girl (2019)
- Ducktales (2019)
- Jurassic World Camp Cretaceous (2020-2021)
- DC League of Super-Pets (2022)
- She-Hulk: Attorney at Law (2022)
- Love at first sight (2023)

- Library of Congress Control Number: no2017145224
- MusicBrainz: 6c176989-92f0-49d5-8191-77bf47491692
- Système universitaire de documentation: 240703073
- Virtual International Authority File: 6176151051915333530002
- WorldCat: E39PBJf8x69jGfBBrKRDyJvmBP